# 計量単位一覧
計量単位一覧（けいりょうたんいいちらん）では、計量単位（取引又は証明、産業、学術、日常生活の分野での計量の単位）を一覧する。物象の状態の量とは対応しないが現象や性質の程度を表す量は「尺度・指標」の項に分類する。

## 物象の状態の量
計量単位を定義するには、それが表す「量」の概念が重要である。計量法では、この量を物理量よりも広義に捉えて、「物象の状態の量」としている。物象の状態の量は、次の89量があり、それぞれの量に対応して計量単位が定められている。

### 確立された計量単位の存在する72の物象の状態の量
「典型72量」と呼ばれる下記の72量である。これらの物象の状態の量の前に付した数字は、計量法第2条第1項第1号における列挙順の番号である。
1. 長さ
2. 質量
3. 時間
4. 電流
5. 温度
6. 物質量
7. 光度
8. 角度
9. 立体角
10. 面積
11. 体積
12. 角速度
13. 角加速度
14. 速さ
15. 加速度
16. 周波数
17. 回転速度
18. 波数
19. 密度
20. 力
21. 力のモーメント
22. 圧力
23. 応力
24. 粘度
25. 動粘度
26. 仕事
27. 工率
28. 質量流量
29. 流量
30. 熱量
31. 熱伝導率
32. 比熱容量
33. エントロピー
34. 電気量
35. 電界の強さ
36. 電圧
37. 起電力
38. 静電容量
39. 磁界の強さ
40. 起磁力
41. 磁束密度
42. 磁束
43. インダクタンス
44. 電気抵抗
45. 電気のコンダクタンス
46. インピーダンス
47. 電力
48. 無効電力
49. 皮相電力
50. 電力量
51. 無効電力量
52. 皮相電力量
53. 電磁波の減衰量
54. 電磁波の電力密度
55. 放射強度
56. 光束
57. 輝度
58. 照度
59. 音響パワー
60. 音圧レベル
61. 振動加速度レベル
62. 濃度
63. 中性子放出率
64. 放射能
65. 吸収線量
66. 吸収線量率
67. カーマ
68. カーマ率
69. 照射線量
70. 照射線量率
71. 線量当量
72. 線量当量率

### 確立された計量単位のない17の物象の状態の量
計量法第2条第1項第1号で定められた典型72量のほかに、17量が同項第1号により計量単位令第1条において定められている。下記各量の前に付した数字は、計量単位令第1条における列挙順序であり、典型72量からの通し番号である。
1. 繊度
2. 比重
3. 引張強さ
4. 圧縮強さ
5. 硬さ
6. 衝撃値
7. 粒度
8. 耐火度
9. 力率
10. 屈折度
11. 湿度
12. 粒子フルエンス
13. 粒子フルエンス率
14. エネルギーフルエンス
15. エネルギーフルエンス率
16. 放射能面密度
17. 放射能濃度

### 国際単位系における量
国際単位系では、単に基本量、組立量または量としている。また計量法の規定とは異なって、量の種類や数を限定していないし限定することも不可能である。これは科学技術などの目的に応じて、量はいくらでも創出できるからである。

## 単位系
現実には、分野や地方によって、同じ物理量に対応する異なる単位が使われているが、混乱を避けるため単位を統一的に扱う様式を単位系という。
- 質量単位系
  - メートル法
    - MKS単位系
      - MKSA単位系
        - 国際単位系 (SI)

    - cgs単位系
      - 電磁単位系
      - 静電単位系
      - ガウス単位系

    - MTS単位系

  - ヤード・ポンド法
    - fps単位系

  - 尺貫法
  - 尺斤法
- 重力単位系
- 自然単位系
  - プランク単位系
  - 幾何単位系
  - 原子単位系

## 次元別単位
同じ物象の状態の量についての計量単位同士は一定の換算式を用いて相互変換できる。
端数のある数字と分数のうち、太字の数字は正確な値である。

### 空間

#### 長さ
次元：長さ

長さは空間の次元の基本要素である。国際単位系ではメートルを用いる。
- メートル：m

- オングストローム：1 Å = 10-10m
- 歯、級：写真植字機において、1 歯(1H) = 1 級(1Q) = 0.25 mm
- ポイント：ビッグポイント 1 pt = 1/72 in（約0.352 778 mm）
- 尺（曲尺）：1 尺 = 10寸 = 10/33(=約0.303 030 303 0303) m
- 尺（鯨尺）：1 尺 = 10寸 = 25/66(=約0.378 787 878 787 88) m
- 寸（曲尺）：1 寸 = 約3.03 cm
- 寸（鯨尺）：1 寸 = 約3.78 cm
- 間：1 間 = 6 尺（曲尺） = 約1.818 m
- キュビット：1 シュメールキュビット = 51.72 cm
- インチ：1 in = 0.0254 m
- フィート（国際フィート）：1 ft = 0.3048 m
- 米国測量フィート = 1200 / 3937 m（＝約0.304 800 609 601 219 m） 2022年12月31日限りで廃止された。
- ヤード：1 yd = 0.9144 m
- スタディオン：1 スタディオン = 148.5 m
- ベルスタ（露里）：1 ベルスタ = 約1067 m
- マイル（国際マイル）：1 mile = 1 760 yd = 1 609.344 m
- 測量マイル ：1 survey mile = 5 280測量フィート = 約1 609.347 219 m（アメリカ合衆国の測地測量に用いられた）　2022年12月31日限りで廃止された。
- 海里（ノーティカルマイル、NM）：1 NM = 1 852 m（主に船舶や航空機）
- 里：1 里 = 約3.927 km
- 天文単位：1 au = 149 597 870 700 m
- 光年：1 光年 = 9 460 730 472 580 800 m = 約9.46 × 1015 m
- パーセク：1 パーセク = 約3.26 光年 = 約3.085 68 × 1016 m

- ピクセル：相対的な長さの単位としても使われる。（ノートに関連事項があります）

#### 面積
次元：面積 = 長さ2(2次元)
- 平方メートル：m2
- アール：1 a = 100 m2
- ヘクタール：1 ha = 100 a = 104 m2
- 平方キロメートル：1 km2 = 100 ha = 106 m2

- 平方インチ：1 in2 = 6.4156 cm2
- 平方フィート：1 ft2 = 0.09290304 m2
- 平方ヤード：1 yd2 = 0.83612736 m2
- エーカー：1 acre = 43560 ft2 = 4046.8564224 m2 = 0.40468564224 ha
- 平方マイル：1 mile2 = 640 acre = 2.589988110336 km2

- 畳 - 部屋の大きさを表す単位。
- 坪/反/町歩

- ピクセル：相対的な面積の単位として用いられることがある。ピクセルは同時に長さの単位でもあるが、通常は面積の単位としても単にピクセルと言い、ピクセル2とは言わない。（ノートに関連事項があります）などなど

#### 体積
次元：体積 = 長さ3(3次元)
- 立方メートル：1 m3 = 1 kL = 1000 L
- 立方センチメートル：1 cm3 = 1 mL = 10-3 L = 10-6 m3
- リットル：1 L = 1 dm3 = 1000 cm3 = 10-3 m3
- 立方インチ：1 in3 = 16.387064 cm3
- 立方フィート：1 ft3 = 123in3 = 1728 in3 = 0.028316846592 m3 = 28.316846592 L
- 才 - 荷物の体積を表す単位：1 才 = 1 立方尺 ≒ 0.027826474107 m3 = 27826.474107 cm3 = 27.826474107 L
- 米（液量）オンス：1 US fl. oz = 29.5735295625 cm3
- 米（液量）カップ- アメリカのレシピにおけるカップ：1 US fl. cup = 8 US fl. oz = 236.5882365 cm3 （日本は 1 カップ = 1 合 ≒ 180 cm3）
- 米（液量）パイント：1 US fl. pt. = 2 US fl. cup = 473.176473 cm3
- 米（液量）クォート：1 US fl. qt. = 2 US fl. pt. = 0.946352946 L（エンジンオイルなど）
- 米（液量）ガロン (US fluid Gallon, USG)：1 USG = 4 US fl. qt. = 231 in3 = 3.785411784 L = 3.785412 L[注 1]
- 英ガロン (Imperial Gallon)：1 Imp. gal. = 4 Imp. qt. = 8 Imp. pt. = 160 Imp. oz = 4.54609 L
- 米バレル - 石油の体積を表す単位：1 US bbl = 42 USG = 158.987294928 L
- 英バレル：1 Imp. bbl = 36 Imp. gal. = 163.65924 L
- 勺：1 勺 ≒ 18 cm3
- 合：1 合 = 10 勺 ≒ 180 cm3
- 升：1 升 = 10 合 ≒ 1.803906837 L  (1804 cm3)
- 斗：1 斗 = 10 升 ≒ 18 L  (18039 cm3)
- 石：1 石 = 10 斗 ≒ 180 L ( 0.18 m3)

### 時間
次元：時間
時間は基本要素となる次元である。
- 世紀
- 年/周年/年間/歳
- ヶ月/ヶ月間
- 週
- 日
- 時間：h（hr、Hrとはしない。複数形hrs、Hrsは用いない。SIの規定・計量法の規定による。）
- 分：min
- 秒：s（sec、sec.とはしない）
- ミリ秒：ms（1/1000秒）

### 速さ
次元：速さ = 長さ/時間
- 秒速：m/s、ft/s(fps)
- 分速：m/min、ft/min(fpm)
- 時速：km/h(kph)、mile/h(MPH; Miles Per Hour)：1 MPH = 1.609 344 km/h
- ノット - 船舶や航空機の速さを表す単位。：1 kt = 1 NM/h = 1.852 km/h
- マッハ：音速の単位。

- 1 m/s = 3.6 km/h = 約2 kt
- 1 kine =1 cm/s (地震の揺れ方の大きさによく用いられる)

### 加速度
次元：加速度 = 長さ/時間2
- ガル：1 Gal = 1 cm/s2 = 0.01 m/s2
- 重力加速度：1 G = 9.80665 m/s2

ただし、重力加速度は地球上の地点によって微妙に異なる。(0.066 m/s2 程度)

### 躍度(ジャーク・加加速度)
次元：躍度 = 長さ/時間3
- メートル毎秒毎秒毎秒：m/s3
- センチメートル毎秒毎秒毎秒：cm/s3

加速度を時間で微分したもの、即ち距離を時間で3階微分したものである。
生物の運動は躍度最小モデルに近似できる。

### 質量
次元：質量（= エネルギー/速度2）
ニュートン力学では、質量は基本要素となる次元である。
相対性理論では、エネルギーを基本要素として質量を分解してもよい。
- グラム：g
- キログラム：1 kg = 1000 g = 約2.205 lb
- トン：1 t = 1000 kg

- オンス：1 oz = 28.349523125 g
- ポンド：1 lb = 0.45359237 kg = 16 oz

- カラット - ダイヤモンド等、宝石の質量を表す単位。：1 ct = 200 mg
- 匁・もんめ - 真珠の質量を表すのに使用される単位。：1 匁 = 3.75 g
- 貫：1 貫 = 3.75 kg ( 3750 g )
- 斤：1 斤 = (16/100) 貫 = 600g ( 0.6 kg )

### 密度
次元：密度 = 質量/体積
- グラム毎立方センチメートル：1 g/cm3 = 1000 kg/m3 = 1 t/m3
- キログラム毎立方メートル：kg/m3

### 力
次元：力 = 質量×加速度 = 質量×長さ/時間2
- ニュートン：1 N = 1 kg・m/s2(約100ｇ)
- ダイン：1 dyn = 10-5 N
- 重量キログラム：1 kgf(kgw) = 9.80665 N
- 重量ポンド：1 lbf(lbw) = 0.45359237 kgf = 4.4482216152605 N
- パウンダル：1 pdl = 1 ft・lb/s2

### トルク
次元：トルク = 力×長さ = 質量×長さ2/時間2
次元はエネルギーと同じ。
- ニュートンメートル：N・m
- インチ重量ポンド（ふつうインチ・ポンドと呼ぶ）：in・lbf
- フィート重量ポンド（ふつうフィート・ポンドあるいはフート・ポンドと呼ぶ）：1 ft・lbf = 12 in・lbf

### 圧力・応力
次元：圧力 = 力/面積 = 力/長さ2
- パスカル：1 Pa = 1 N/m2
- ヘクトパスカル：1 hPa = 102 Pa
- メガパスカル：1 MPa = 106 Pa = 10.197 kgf/cm2 = 145.0 PSI
- ミリバール：1 mbar = 1 hPa
- バール：1 bar = 0.1 MPa

- 重量キログラム毎平方センチメートル：1 kgf/cm2 = 0.9678 atm = 14.22 PSI = 28.96 inHg = 10 mH2O
- 気圧：1 atm = 1013.25 hPa = 760 Torr = 29.92 inHg = 14.70 PSI

- トル：1 Torr = 1 mmHg = 1.333 hPa
- 水銀柱ミリメートル：1 mmHg = 1 Torr
- 水柱ミリメートル（ミリメートルアクア）：mmH2O（mmAq)
- 水柱インチ：1 inHg = 0.4912 PSI = 345.3 mmAq
- 重量ポンド毎平方インチ（Pound-force per Square Inch, psiとも）：1 psi = 2.036 inHg = 0.07 kg/cm2

### 粘度
次元: 粘度 = 応力/速度勾配 = (力/面積)/(長さ/時間/長さ) = 圧力×時間
- パスカル秒
- ポアズ: 1 P = 0.1 Pa・s

### 振動・波動

#### 周波数・回転数
周波数（振動数）・回転速度（回転数）
- rpm（revolution per minute、RPMとも // 毎分回転数）
- rps（revolution per second、RPSとも // 毎秒回転数）：1 rps = 1 Hz = 60 rpm
- ヘルツ：1 Hz = 1/s

##### 対数
- セント
- オクターブ - 音楽で使う音程を表す単位。
- マグニチュード - 地震のエネルギーを表す単位。
- 等級 - 星の明るさを表す単位。
- デシベル - 音の大きさを表す単位。

### エネルギー関連

#### エネルギー・仕事・熱量
次元：エネルギー = 力×長さ = 質量×長さ2/時間2
次元はトルクと同じ。
- ジュール：1 J = 1 N・m = 1 W・s
- 重量キログラムメートル：1 kgf・m = 9.80665 J
- フィート重量ポンド：1 ft・lbs = 1.3558
- 電子ボルト（electron volt)：1 eV = 1.602176634×-19 J
- カロリー：1 cal = 4.184 J = 0.4269 kgf・m
- キロカロリー：1 kcal = 1000 cal = 3.965651 Btu
- Btu（British Thermal Unit、英熱量）：1 Btu = 1055.06 J = 252.165392 cal
- キロワット時：1 kWh(kW・h) = 860.0 kcal = 3.6 MJ（メガジュール）
- 英馬力時：1 HP・h = 745.69987158227022 Wh[注 2] = 1.014 PS・h
- 仏馬力時1 PS・h = 0.7355 kWh
- エルグ：1 erg = 10-7 J

カロリーについて熱量の単位であるが、「人若しくは動物が摂取する物の熱量又は人若しくは動物が代謝により消費する熱量の計量」に限って使用できる単位である。典型的には、食品の持つ栄養価（いわゆるカロリー値）の表示に見られる。

#### 仕事率
次元：仕事率 = 仕事/時間 = 質量×長さ2/時間3
- ワット：1 W = 1 J/s = 1 N・m/s = 1 Pa・m3/s
- キロワット：1 kW = 1000 W = 102.0 kgf・m/s
- 馬力
  - 英馬力：1 HP = 745.69987158227022 W[注 3] = 76.07 kgf・m/s = 1.014 PS
  - 仏馬力：1 PS = 0.7355 kW = 75 kgf・m/s
- 重量キログラムメートル毎秒：kgf・m/s
- フィート重量ポンド毎秒：ft・lb/s
- キロカロリー毎秒：1 kcal/s = 4.184 kW
- 英熱量毎秒：1 Btu/s = 1.05506 kW

#### 温度
温度
- ケルビン - 熱力学温度（絶対温度）：K
- セルシウス度（摂氏） - セルシウス温度：C deg = 5/9×(F - 32)
- 華氏 - 華氏温度：F deg = 9/5×C + 32

#### エントロピー
エントロピー

#### 可視光関係
- カンデラ - SI 光度
- ルクス - 照度
- ルーメン - 光束
  - ANSIルーメン
- ディオプトリ - D、Dptr

### 角度
角度

#### 平面角
- 度, 分, 秒
- ラジアン - 平面角：1 rad = 360/(2π) deg ≈ 57.296 deg
- グラード
- ミル
- 点
- turn - 一回転を単位とする：1 turn = 2π rad = 360°

#### 立体角
- ステラジアン - 立体角
- 平方度 - 星座などの大きさを表す単位。

### 数量
- モル：1 mol = 6.02214076×1023

### 原子核・放射線
- 放射線のエネルギーを表す単位
  - 電子ボルト 1eV = 1.602176634×10-19J
- 反応断面積
  - バーン
- 放射能の単位。原子核数をN、崩壊定数をλとおいたときそれらの積λNで与えられ、放射性崩壊の時間微分に等しい。次元は時間の逆数だが放射能以外の計量には使えない。
  - ベクレル
  - キュリー
  - ラザフォード
- 放射能の濃度等
  - マッヘ 1リットルあたりの物質に含まれる放射能。現代では殆ど用いられない。
  - 比放射能（単一の放射性物質が単位質量あったときの放射能）はBq/kgなどの誘導単位で表される。
  - また単位面積や単位体積あたりの放射能の密度もよく使われるがこれも単位の名前はなく誘導単位のまま用いられる。Bq/m2、Bq/ｍ3など。
- 照射線量の単位。現代では吸収線量の方がよく使われる。
  - レントゲン
- 吸収線量の単位。次元はエネルギー/質量。
  - グレイ
  - ラド
- 実効線量、等価線量、線量当量の単位。吸収線量に生物学的効果を考慮した量。
  - シーベルト
  - レム

| 量             | 単位           | 記号 | 定義                     | 導入年 | SI単位         |
| -------------- | -------------- | ---- | ------------------------ | ------ | -------------- |
| 放射能 (A)     | キュリー       | Ci   | 3.7×10 s−1               | 1953年 | 3.7×10 Bq      |
| 放射能 (A)     | ベクレル       | Bq   | s−1                      | 1974年 | SI単位         |
| 放射能 (A)     | ラザフォード   | Rd   | 106 s−1                  | 1946年 | MBq            |
| 照射線量 (X)   | レントゲン     | R    | esu / 0.001293 g（空気） | 1928年 | 2.58×10−4 C/kg |
| フルエンス (Φ) | 毎平方メートル | m−2  | m−2                      | 1962年 | SI単位         |
| 吸収線量 (D)   | エルグ         | erg  | erg⋅g−1                  | 1950年 | 10−4 Gy        |
| 吸収線量 (D)   | ラド           | rad  | 100 erg·g−1              | 1953年 | 10−2 Gy        |
| 吸収線量 (D)   | グレイ         | Gy   | J·kg−1                   | 1974年 | SI単位         |
| 等価線量 (H)   | レム           | rem  | 100 erg·g−1              | 1971年 | 10−2 Sv        |
| 等価線量 (H)   | シーベルト     | Sv   | J·kg−1 × WR              | 1977年 | SI単位         |

### 電磁気
電磁気

#### 電気
電気
- クーロン - 電荷の単位。電荷は基本要素となる次元。：1 C = 1 A・s
- アンペア - SI 電流の単位。次元：電流 = 電荷/時間：1 A = C/s
- ボルト - 電位の単位。次元：エネルギー/電荷：1 V = 1 J/C
- オーム - 電気抵抗 - インピーダンス : 1Ω = V/A
- ファラド - 静電容量：F
- ジーメンス（モー） - 電気伝導（コンダクタンス） - アドミタンス

#### 磁気
磁気
- ヘンリー - 透磁率：H
- エルステッド - 磁界
- 磁束密度：B
  - ガウス
  - テスラ - 1テスラは、104ガウスに等しい。
- ウェーバ - 磁束：Wb
- マクスウェル - 磁束
- ギルバート - 磁位

### 比
- パーセント：1 % = 1/100
- パーミル：1 ‰ = 1/1000
- ppm = parts per million（百万分率）の意で濃度の単位。同類にppc,ppb,ppt,ppma,ppmwなどがある。

#### 対数
- デシベル：dB

### エネルギー
- マグニチュード - 地震の規模を表す指標。

### 硬度
硬度
- ショア
- モース硬度
- ヴィッカース硬度

### 音の大きさ
- デシベル（ベル）:dB (B)
- ホン